# Чачапояс (провинция)
Чачапояс — одна из семи провинций, образующих регион Амасонас на северо-востоке Перу.
На севере Чачапояс граничит с провинциями Луя и Бонгара́, на востоке — с регионом Сан-Мартин, на юге с провинцией Родригес-де-Мендоса и регионом Сан-Мартин, на западе — с регионом Кахамарка.
Анализ образцов Y-хромосом (Y-хромосомная гаплогруппа Q1a3a-M3) показал, что линии жителей региона Чачапойя не прерывались на протяжении 20 с лишним поколений, а жители долины Чачапояс не смешивались ни с инками, ни с испанцами.

## Административный центр
Административным центром провинции является город Чачапояс.